# Tawaf (Islam)
 (avril 2020).

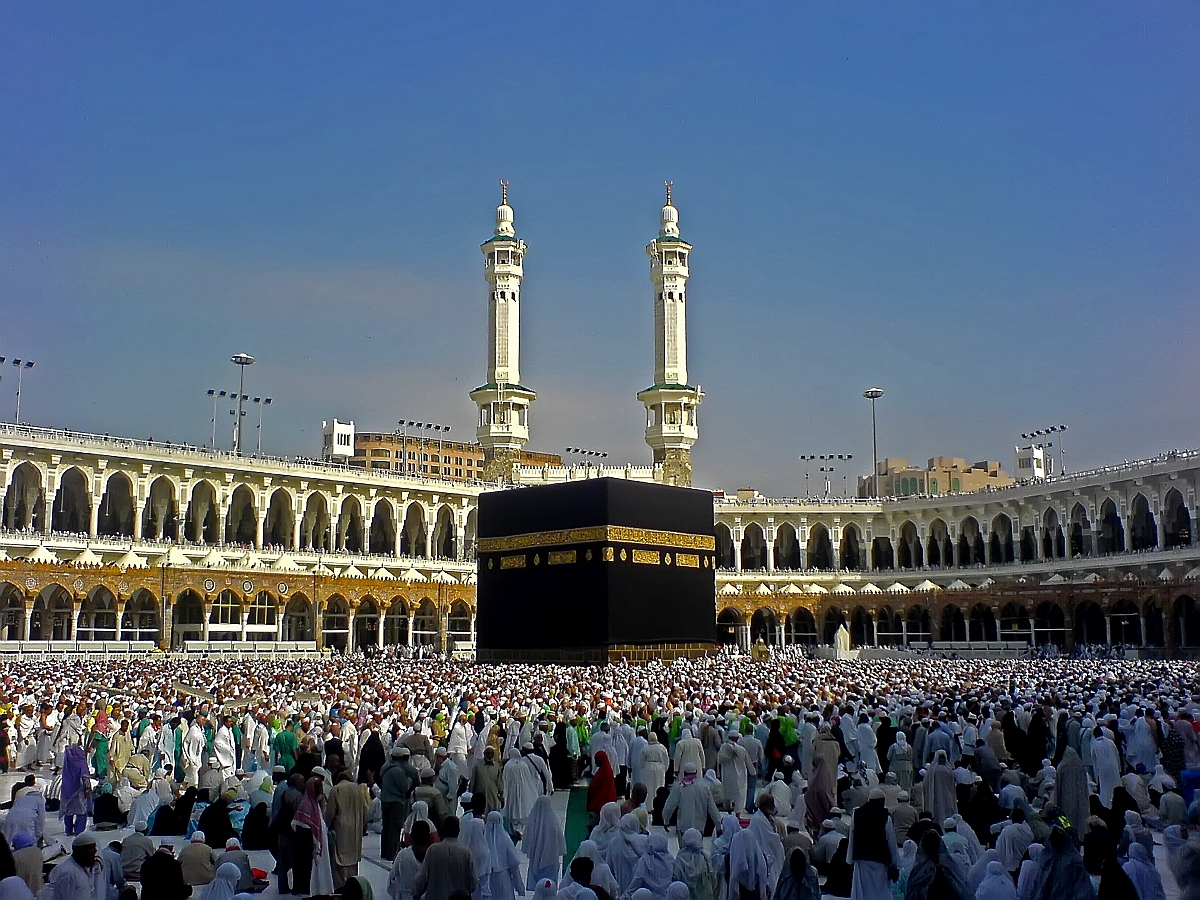
Des foules encerclant la Kaaba

Tawaf (en arabe : طَوَاف) est l'un des rituels islamiques du pèlerinage à La Mecque, dans le Hedjaz, en Arabie saoudite. Pendant le Hajj et la Omra, les musulmans doivent faire le tour de la Kaaba (le site le plus sacré de l'Islam) sept fois, dans le sens inverse des aiguilles d'une montre ; les trois premiers circuits à un rythme précipité sur la partie extérieure de la foule, suivis par quatre fois plus près de la Kaaba à un rythme tranquille. On pense que les cercles démontrent l'unité des croyants dans l'adoration du Dieu Unique, alors qu'ils se déplacent en harmonie autour de la Kaaba, tout en suppliant Dieu,.   

## Détails rituels

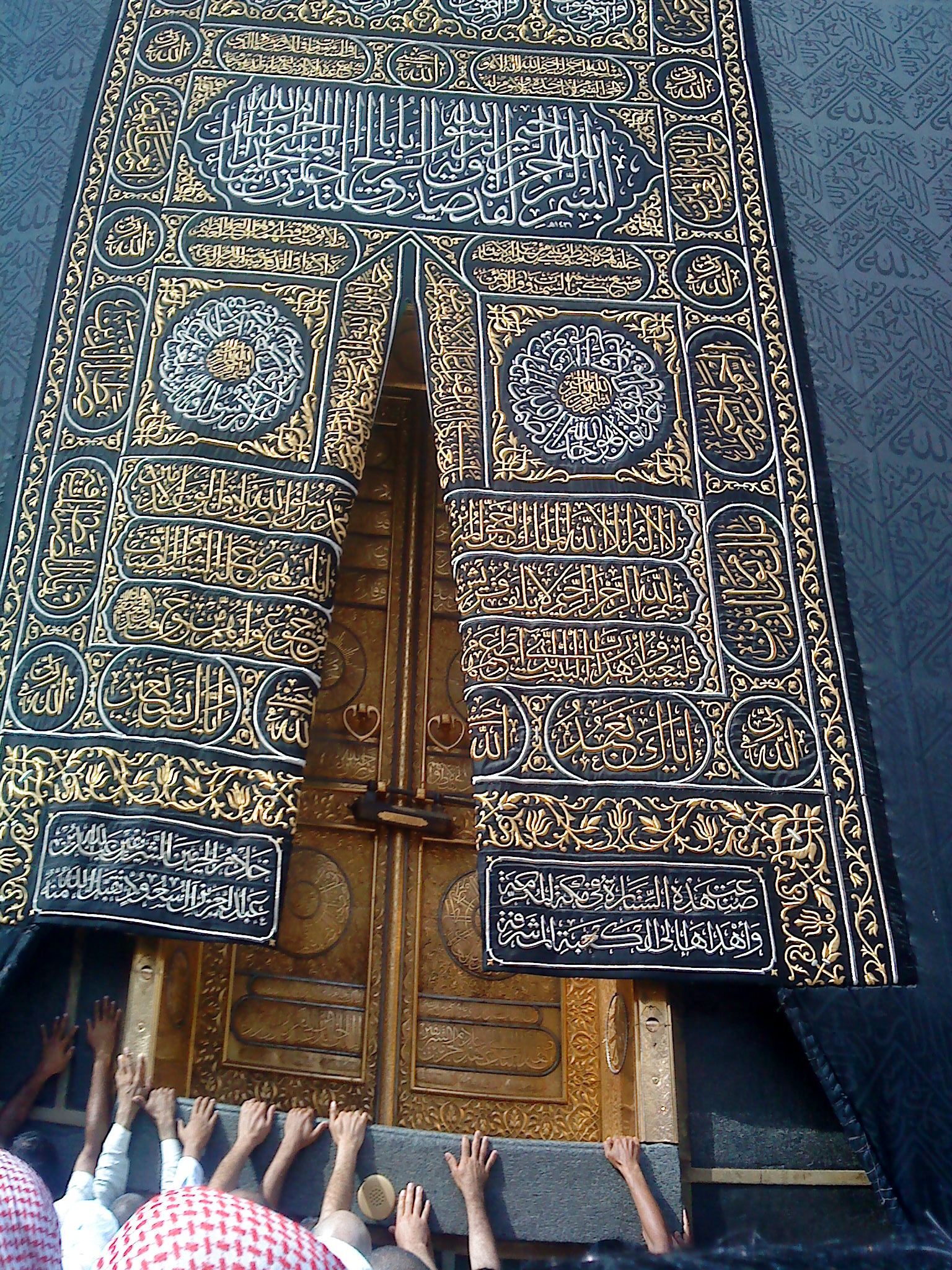
Porte de la Kaaba

Le cercle commence à partir de la pierre noire (al-Ḥajar al-Aswad) au coin de la Kaaba. Si possible, les musulmans doivent l'embrasser ou le toucher, mais ce n'est souvent pas possible en raison de la grande foule, il est donc acceptable pour eux de pointer ou de lever la main vers la pierre sur chaque circuit. Ils doivent également faire la prière Takbir (Bismillah Allahu Akbar) chaque fois qu'ils s'approchent. Pour les hommes, il est recommandé de faire les trois premiers circuits à un rythme accéléré, suivi de quatre tours d'un rythme plus tranquille. À la fin du cercle, les musulmans se rendent à la station d'Ibrahim pour prier deux rak'ahs de prière nafl [réf. nécessaire], puis boire de l'eau du puits sacré de Zamzam, avant de passer au prochain rituel du Hajj, le Sa'yee. Il est généralement conseillé aux musulmans de "faire ṭawāf" au moins deux fois - une fois dans le cadre du Hajj, et de nouveau comme activité finale avant de quitter La Mecque.

## types
Il existe plusieurs types de ṭawāf qui peuvent être exécutés: 
- Ṭawāf al-Qudūm ("arrivée ṭawāf") est exécuté par ceux qui ne résident pas à La Mecque une fois arrivés à la ville sainte.
- Ṭawāf aṭ-Ṭaḥīyah est exécuté après être entré à Al-Masjid al-Haram à tout autre moment et est mustahab .
- Ṭawāf al- Umrah fait référence au ṭawāf exécuté spécifiquement pour la Omra.
- Ṭawāf al-Wadā ("adieu ṭawāf") est exécuté avant de quitter La Mecque.
- Ṭawāf az-Zīyārah, Ṭawāf al-'Ifāḍah ou Ṭawāf al-Ḥajj est exécuté après avoir jeté des pierres, sacrifiant des animaux (hadi) en se rasant les cheveux.

## Voir également
- Dieu
- Allahu akbar (takbir)
- Hajj
- Masjid al-Haram
- Les sites les plus sacrés de l'islam